# Li Li et Yen Yen
Li Li et Yen Yen sont un couple de pandas géants offerts en 1973 par le premier ministre de la république populaire de Chine, Zhou Enlai, au président français Georges Pompidou. Ils sont offerts dans le cadre de la diplomatie du panda chinoise, un an après l'arrivée du couple Ling-Ling et Hsing-Hsing aux États-Unis. 

## Description
À leur arrivée au zoo de Vincennes, le 8 décembre 1973, il est découvert que les deux spécimens sont des mâles. Li Li meurt rapidement, le 20 avril 1974, d'une tumeur au pancréas. Yen Yen lui survit 25 ans, avant de s'éteindre à son tour le 20 janvier 2000.
En 1981, Yen Yen attaque le président Valéry Giscard d'Estaing alors que celui-ci a pénétré dans sa cage pour une photo. Le président s'en sort indemne grâce au soigneur Raymond Dupuis qui s'interpose,. 
L'animal est connu pour son comportement parfois agressif, comme le raconte la vétérinaire Maryvonne Leclerc-Cassan : « Plus impressionnant qu'un tigre, avec de larges molaires striées de crêtes coupantes comme des lames de rasoir. On a trouvé un morceau de botte laissé par un soigneur qui s'en est tiré avec une peur bleue. Vous croyez approcher un jouet, mais il peut vous réduire en lambeaux ».
Après la mort de Yen Yen, il n'y eut plus de pandas en France jusqu'à l'arrivée de Yuan Zi et Huan Huan en 2012.